# Тимошенко Михайло Лукич
Михайло Лукич Тимошенко (21 вересня 1902 — 1987) — український радянський розвідник. Начальник П'ятого відділу (розвідувального) Управління НКВС Української РСР (1938).

## Життєпис
Народився 21 вересня 1902 року в місті Катеринославі (Дніпро). У 1913 році він закінчив три класи церковноприходської школи, у 1920 році — п'ять класів гімназії. У 1949 році заочно закінчив історичний факультет Київського державного університету ім. Т. Г. Шевченка.
У 1919 році він працював секретарем Сумського повітового комітету комсомолу.
З серпня 1920 по червень 1921 рр. — співробітник оперативної (активної) частини Особливого відділу ВНК 6-ї армії.
З червня 1921 по жовтень 1924 рр. — оперуповноважений секретно-оперативної групи окружного відділу ДПУ в м. Суми;
З жовтня 1924 по лютий 1925 рр. — уповноваженим секретно-оперативної групи окружного відділу ДПУ у м. Куп'янську;
З лютого 1925 по січень 1926 рр. — начальник секретно-оперативного відділення окружного відділу ДПУ м. Ізюм;
З січня 1926 по серпень 1927 рр. — начальник секретно-оперативного відділення в м. Черкаси;
З серпня 1927 по жовтень 1928 рр. — начальник секретно-оперативного відділення ОДПУ м. Тульчин;
З жовтня 1928 по червень 1930 рр. — начальник секретно-оперативного відділення окружного відділу ДПУ у м. Ніжин;
З червня по вересень 1930 року — начальник секретно-оперативного відділення окружного відділення ОДПУ м. Артемівськ.
З вересня 1930 по серпень 1933 рр. — старший оперуповноважений Особливого відділу УВО ДПУ Української СРР.
З серпня 1933 по грудень 1934 рр. — виїхав у закордонне відрядження до Львова, де працював у резидентурі Іноземного відділу ОДПУ.
З грудня 1934 по грудень 1937 рр. — очолював Іноземний відділ УДБ УНКВС Молдавської АРСР.
З грудня 1937 по червень 1938 рр. — помічник начальника 3-го відділу УДБ УНКВС Дніпропетровської області та начальника Ворошиловградського міського відділу НКВС.
У 1938 році — начальник П'ятого відділу (розвідувального) Управління НКВС Української РСР.
З 27 серпня 1938 по 29 жовтня 1939 рр. — перебував під арештом.
З квітня 1940 року — викладав у Київській школі вдосконалення керівного складу НКВС.
З липня 1941 по липень 1943 рр. — начальник відділу Першого управління НКВС Української РСР.
З липня 1943 по лютий 1945 рр. — начальник оперативного відділу НКВС/НКДБ Української РСР.
З лютого 1945 по січень 1946 рр. — начальник оперативного відділу Управління у справах військовополонених і інтернованих МВС Української РСР.
З січня 1946 по березень 1947 рр. — заступник начальника Управління у справах військовополонених і інтернованих МВС Української РСР по оперативній роботі.
З серпня 1947 по липень 1950 рр. — заступник начальника Київської офіцерської школи МВС Української РСР із заочної форми навчання.
Помер в серпні 1987 р. в Чернігові, куди переїхав після смерті дружини.

## Нагороди та відзнаки
- Орден Червоної Зірки (1943),
- Орден Вітчизняної війни 2-го ступеня (1944),
- Орден Леніна (1945),
- Орден Червоного Прапора (1945),
- Медаль «Партизанові Вітчизняної війни» II ступеня (1943),
- Медаль «За оборону Сталінграда» (1943),
- Медаль «За перемогу над Німеччиною у Великій Вітчизняній війні 1941—1945 рр.» (1945).